# 한상기 (교수)
한상기(1960년 12월 5일 ~ )는 IT 전문가이자 전직 교수다. 삼성전자, 다음커뮤니케이션에서 근무하였으며, 벤처포트, 오피니티 등을 설립하였다. 세종대학교 엔터테인먼트 소프트웨어 센터 교수를 역임한 후 현재 테크프론티어 대표로 근무하고 있다. 주요 연구 분야로는 기술과 사회분야에 대한 기술 측면의 연구 영역이며, 주요 주제는 인공지능윤리, 신뢰가능 인공지능, 클라우드 컴퓨팅, 소셜미디어 등이다. 2011년 2월 소셜컴퓨팅연구소를 설립해서 (2017년 테크프론티어로 변경) 주요 인터넷 기업 전략 및 신규 사업을 위한 컨설팅, 정부 정책 자문, 소셜미디어, 인공지능, 클라우드 컴퓨팅에 대한 전문 외부 강연을 하고 있다. 현재 인공지능 데이터 사업의 기획을 위한 총괄위원회 위원 및 다양한 위원회의 위원으로 활동 중이다.

## 학력 사항
- 카이스트 전산학 박사
- 카이스트 전산학 석사
- 서울대 컴퓨터 공학 학사

## 경력 사항
- 1989년 ~ 1990년 : 삼성종합기술원 선임연구원
- 1990년 ~ 1991년 : 휴먼컴퓨터 개발이사
- 1991년 ~ 1993년 : 삼보컴퓨터 부장
- 1994년 ~ 1999년 : 삼성전자 미디어서비스사업팀 인터넷 그룹장 역임
- 1999년 ~ 2003년 : VenturePort Inc. 대표이사 역임
- 2003년 ~ 2004년 : 다음 커뮤니케이션 전략 대표 및 일본 다음 인터랙티브 대표 역임
- 2005년 ~ 2008년 : Opinity AP Inc. 대표이사 역임
- 2015년 3월 - 2016년 2월: 세종대학교 엔터테인먼트 소프트웨어 센터 산학협력 중점 교수
- 2011년 ~ 현재 : 테크프론티어 대표
- 2017년 ~ 현재 : 과학기술 전문 책방 '책과얽힘' 오픈

## 주요 업적
- MP3 Player YEPP 개발
- 리뷰 전문 검색 사이트 레뷰(RevU) 제작
- 저서: 한상기의 소셜 미디어 특강 (2014년 에이콘 출판)
- 공저: 인공지능은 어떻게 사회를 바꾸는가, 한스미디어, 2016년 8월 8일
- 공저: 4차 산업혁명과 빅뱅 파괴의 시대, 한스미디어, 2017년 1월 24일
- 공저: 기업의 미래, 서울산업진흥원, 2018년 3월 2일
- 공저: 포워드 2019 미래를 읽다, 한스미디어, 2018년 11월 27일
- 공저: 초연결시대 인간-미디어-문화, 엘피, 2021년 1월 30일
- 저서: 신뢰할 수 있는 인공지능, 클라우드 나인, 2021년 9월 13일
- 공저: AI 전쟁, 한빛비즈, 2023년 7월 17일
- 저서: AGI의 시대, 한빛미디어, 2024년 11월 29일
- 공저: AI 전쟁 2.0, 한빛비즈, 2025년 6월 30일

## 주요 칼럼
- 아이뉴스24 - "차세대 SNS 핵심 이슈는 다중정체성 문제"
- The PR - “SNS, 집단적 사고로 빠질 수 있어…”
- 테크엠 - [전망2018] 인공지능, “환상과 현실 경계 드러나는 해”
- 슬로우뉴스 - 미국 인공지능 보고서의 주요 내용
- 슬로우뉴스 - 엣지컴퓨팅, 자동차산업의 중심으로 떠오르다
- 슬로우뉴스 - 2019 포브스 선정 클라우드 100 리스트
- 슬로우뉴스 - AI in a week by 테크프론티어